# Universidad Finis Terrae

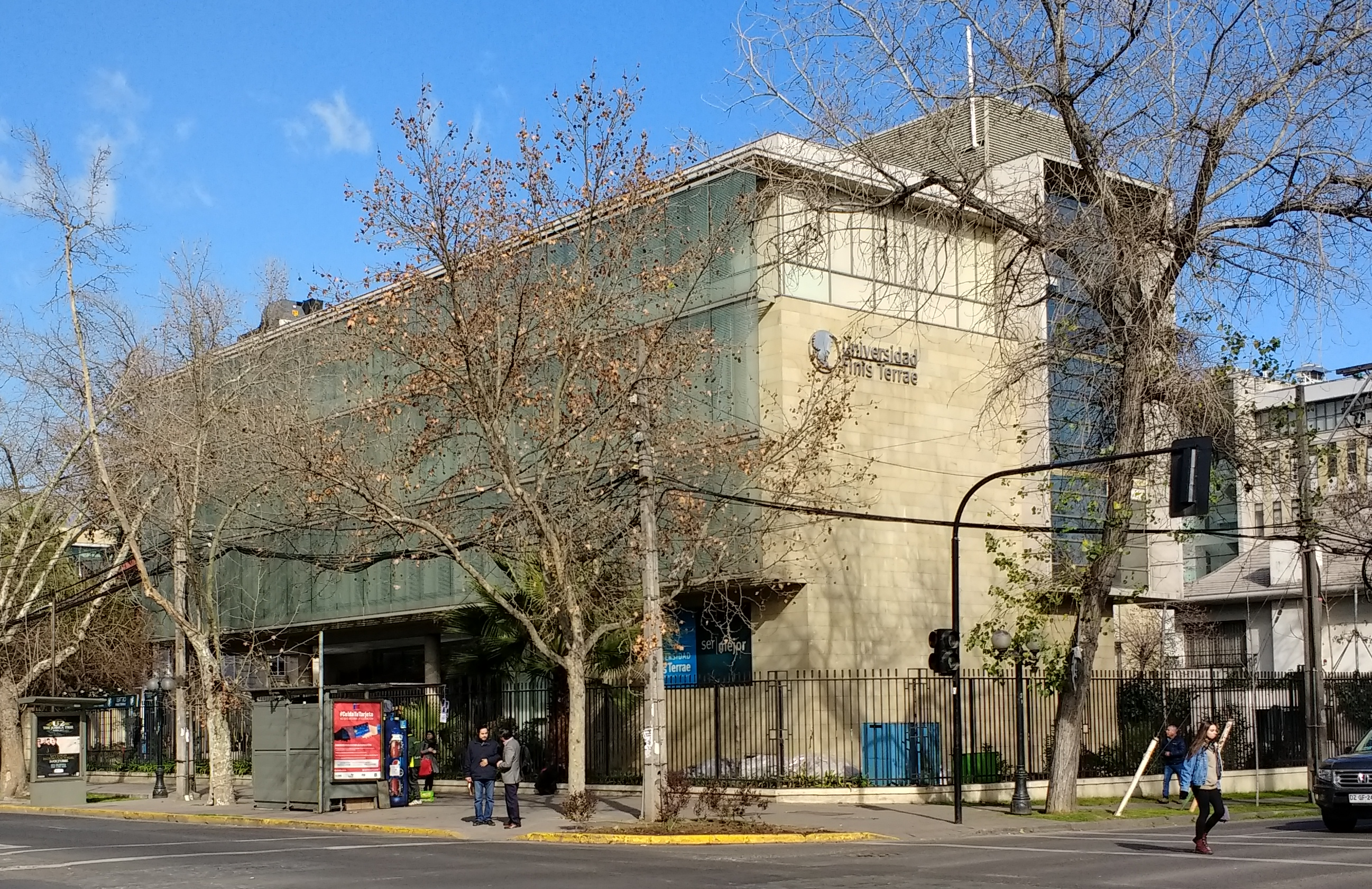

Universidad Finis Terrae este o universitate privată fondată în anul 1988 în Chile. 

## Unele Facultăți
- Facultatea de Arhitectura
- Facultatea de Drept
- Facultatea de Educație și Științe de Familie
- Facultatea de Odontologie
- Facultatea de Arte
- Facultatea de Medicină